# Bóng chày tại Đại hội Thể thao châu Á 1998
Bóng chày là một trong những bộ môn thể thao được tổ chức tại Đại hội Thể thao châu Á 1998 ở Bangkok, Thái Lan bắt đầu từ 7 tháng 12 năm 1998.

## Bảng huy chương
| Nội dung | Vàng | Bạc | Đồng |
| -------- | --- | --- | --- |
| Nam      | Hàn Quốc · Baek Jae-ho · Chang Young-kyoon · Cho In-sung · Choi Won-ho · Hong Sung-heon · Hwang Woo-gu · Jin Kab-yong · Kang Bong-kyu · Kang Chul-min · Kang Hyuk · Kim Byung-hyun · Kim Dong-joo · Kim Won-hyong · Kyung Hun-ho · Lee Byung-kyu · Lim Chang-yong · Park Chan-ho · Park Han-yi · Park Jae-hong · Seo Jae-weong · Shim Jae-hak · Shin Myung-chul | Nhật Bản · Shinnosuke Abe · Kokichi Akune · Mitsutaka Gotoh · Shoji Hirota · Tomohiro Iizuka · Yoshihiko Kajiyama · Satoshi Kashibuchi · Timmy Keenan · Masahiro Kimura · Naoki Matoba · Hitoshi Miyata · Koji Okumura · Yosuke Sunazuka · Kinji Tagashira · Hisanori Takahashi · Kenji Takahashi · Hideo Tamura · Naoyuki Tateishi · Yoshihito Uenaka · Michinao Yamamura | Đài Bắc Trung Hoa · Chang Tai-shan · Chen Chih-yuan · Chen Chin-feng · Cheng Chang-ming · Chuan Chin-her · Chueh Chuang-chen · Feng Sheng-hsien · Hsu Ming-chieh · Huang Chiung-lung · Huang Chung-yi · Kuo Lee Chien-fu · Lin Kun-han · Liu Yi-chuan · Pan Chung-wei · Shen Po-tsang · Tsai Wei-ting · Tsao Chun-yang · Tseng Chih-chen · Wang Kuang-huei · Wu Chao-hui · Wu Chun-liang · Yang Sung-hsien |

## Kết quả

### Vòng loại

#### Bảng A
| Đội               | Pld | W | L | RF | RA | Pct   |
| ----------------- | --- | - | - | -- | -- | ----- |
| Hàn Quốc          | 4   | 4 | 0 | 43 | 19 | 1.000 |
| Nhật Bản          | 4   | 1 | 3 | 24 | 34 | 0.250 |
| Đài Bắc Trung Hoa | 4   | 1 | 3 | 21 | 35 | 0.250 |

| 7 tháng 12 | Hàn Quốc | 16–5 (F/7) | Đài Bắc Trung Hoa | Sân vận động nữ hoàng Sirikit, Pathum Thani |
| 7 tháng 12 |          |            |                   | Sân vận động nữ hoàng Sirikit, Pathum Thani |

| 8 tháng 12 | Đài Bắc Trung Hoa | 1–4 | Nhật Bản | Sân vận động nữ hoàng Sirikit, Pathum Thani |
| 8 tháng 12 |                   |     |          | Sân vận động nữ hoàng Sirikit, Pathum Thani |

| 9 tháng 12 | Nhật Bản | 8–13 | Hàn Quốc | Sân vận động nữ hoàng Sirikit, Pathum Thani |
| 9 tháng 12 |          |      |          | Sân vận động nữ hoàng Sirikit, Pathum Thani |

| 11 tháng 12 | Đài Bắc Trung Hoa | 4–5 | Hàn Quốc | Sân vận động nữ hoàng Sirikit, Pathum Thani |
| 11 tháng 12 |                   |     |          | Sân vận động nữ hoàng Sirikit, Pathum Thani |

| 12 tháng 12 | Nhật Bản | 10–11 | Đài Bắc Trung Hoa | Sân vận động nữ hoàng Sirikit, Pathum Thani |
| 12 tháng 12 |          |       |                   | Sân vận động nữ hoàng Sirikit, Pathum Thani |

| 13 tháng 12 | Hàn Quốc | 9–2 | Nhật Bản | Sân vận động nữ hoàng Sirikit, Pathum Thani |
| 13 tháng 12 |          |     |          | Sân vận động nữ hoàng Sirikit, Pathum Thani |

#### Bảng B
| Đội         | Pld | W | L | RF | RA | Pct   |
| ----------- | --- | - | - | -- | -- | ----- |
| Trung Quốc  | 4   | 4 | 0 | 65 | 16 | 1.000 |
| Philippines | 4   | 1 | 3 | 28 | 39 | 0.250 |
| Thái Lan    | 4   | 1 | 3 | 19 | 57 | 0.250 |

| 7 tháng 12 | Thái Lan | 6–5 | Philippines | Sân vận động nữ hoàng Sirikit, Pathum Thani |
| 7 tháng 12 |          |     |             | Sân vận động nữ hoàng Sirikit, Pathum Thani |

| 8 tháng 12 | Philippines | 7–17 | Trung Quốc | Sân vận động nữ hoàng Sirikit, Pathum Thani |
| 8 tháng 12 |             |      |            | Sân vận động nữ hoàng Sirikit, Pathum Thani |

| 9 tháng 12 | Trung Quốc | 24–5 | Thái Lan | Sân vận động nữ hoàng Sirikit, Pathum Thani |
| 9 tháng 12 |            |      |          | Sân vận động nữ hoàng Sirikit, Pathum Thani |

| 11 tháng 12 | Philippines | 15–5 | Thái Lan | Sân vận động nữ hoàng Sirikit, Pathum Thani |
| 11 tháng 12 |             |      |          | Sân vận động nữ hoàng Sirikit, Pathum Thani |

| 12 tháng 12 | Trung Quốc | 11–1 | Philippines | Sân vận động nữ hoàng Sirikit, Pathum Thani |
| 12 tháng 12 |            |      |             | Sân vận động nữ hoàng Sirikit, Pathum Thani |

| 13 tháng 12 | Thái Lan | 3–13 | Trung Quốc | Sân vận động nữ hoàng Sirikit, Pathum Thani |
| 13 tháng 12 |          |      |            | Sân vận động nữ hoàng Sirikit, Pathum Thani |

### Vòng cuối
|  | Bán kết           | Bán kết  |                       |    | Chung kết | Chung kết |
|  |                   |          |                       |    |           |           |
|  | 15 tháng 12       |          |                       |    |           |           |
|  |                   |          |                       |    |           |           |
|  | Hàn Quốc          | 9        |                       |    |           |           |
|  | Hàn Quốc          | 9        | 16 tháng 12           |    |           |           |
|  | Trung Quốc        | 2        |                       |    |           |           |
|  | Trung Quốc        | 2        | Hàn Quốc (F/7)        | 13 |           |           |
|  | 15 tháng 12       |          | Hàn Quốc (F/7)        | 13 |           |           |
|  |                   | Nhật Bản | 1                     |    |           |           |
|  | Nhật Bản          | Nhật Bản | 1                     | 9  |           |           |
|  | Nhật Bản          |          |                       | 9  |           |           |
|  | Đài Bắc Trung Hoa | 8        |                       |    |           |           |
|  | Đài Bắc Trung Hoa | 8        | Tranh huy chương đồng |    |           |           |
|  |                   |          |                       |    |           |           |
|  | 16 tháng 12       |          |                       |    |           |           |
|  |                   |          |                       |    |           |           |
|  | Trung Quốc        | 6        |                       |    |           |           |
|  | Trung Quốc        | 6        |                       |    |           |           |
|  | Đài Bắc Trung Hoa | 10       |                       |    |           |           |

#### Bán kết
| 15 tháng 12 | Hàn Quốc | 9–2 | Trung Quốc | Sân vận động nữ hoàng Sirikit, Pathum Thani |
| 15 tháng 12 |          |     |            | Sân vận động nữ hoàng Sirikit, Pathum Thani |

| 15 tháng 12 | Nhật Bản | 9–8 | Đài Bắc Trung Hoa | Sân vận động nữ hoàng Sirikit, Pathum Thani |
| 15 tháng 12 |          |     |                   | Sân vận động nữ hoàng Sirikit, Pathum Thani |

#### Tranh huy chương đồng
| 16 tháng 12 | Đài Bắc Trung Hoa | 10–6 | Trung Quốc | Sân vận động nữ hoàng Sirikit, Pathum Thani |
| 16 tháng 12 |                   |      |            | Sân vận động nữ hoàng Sirikit, Pathum Thani |

#### Chung kết
| 16 tháng 12 | Hàn Quốc | 13–1 (F/7) | Nhật Bản | Sân vận động nữ hoàng Sirikit, Pathum Thani |
| 16 tháng 12 |          |            |          | Sân vận động nữ hoàng Sirikit, Pathum Thani |

| Đội      | 1 | 2 | 3 | 4 | 5 | 6 | 7 | 8 | 9 | R  |
| -------- | - | - | - | - | - | - | - | - | - | -- |
| Nhật Bản | 1 | 0 | 0 | 0 | 0 | 0 | 0 | — | — | 1  |
| Hàn Quốc | 2 | 4 | 3 | 0 | 4 | 0 | X | — | — | 13 |

## Vị trí cuối cùng
| Hạng | Đội               | Pld | W | L |
| ---- | ----------------- | --- | - | - |
| 1    | Hàn Quốc          | 6   | 6 | 0 |
| 2    | Nhật Bản          | 6   | 2 | 4 |
| 3    | Đài Bắc Trung Hoa | 6   | 2 | 4 |
| 4    | Trung Quốc        | 6   | 4 | 2 |
| 5    | Philippines       | 4   | 1 | 3 |
| 6    | Thái Lan          | 4   | 1 | 3 |